# Chicago Jazz Festival
Le Chicago Jazz Festival est un festival de jazz populaire et gratuit se déroulant sur quatre jours au Grant Park de Chicago. Fondé en 1979, il est organisé par le Jazz Institute of Chicago pendant la Fête du travail et produit des artistes de renommée mondiale et locale.
Avant 1978, trois différents festivals de jazz se déroulaient au mois d'août à Grant Park. Pour cette raison, la Ville a décidé de regrouper ces festivals au sein du Chicago Jazz Festival, pour offrir une semaine de spectacles gratuits.
Le nouveau festival s'est rendu célèbre grâce aux spectacles consacrés à Duke Ellington ou à John Coltrane, ainsi que les nombreux concerts donnés par le Jazz Institute of Chicago. Parmi les musiciens les plus célèbres ont joué Miles Davis, Benny Carter, Ella Fitzgerald, Anthony Braxton, Betty Carter, Lionel Hampton, Chico O'Farrill, Jimmy Dawkins, Von Freeman, Johnny Frigo, Slide Hampton, Roy Haynes, et beaucoup d'autres.
Des concerts supplémentaires ont souvent été programmées en même temps, comme au DuSable Museum of African American History. Chaque année, de nombreux musiciens participent à des jam-sessions la nuit après les concerts.